# Domašínský meandr
Domašínský meandr je říční meandr a přírodní památka ve slovenském pohoří Malá Fatra na řece Váh. Chráněné území bylo vyhlášeno v roce 1978 a jeho rozloha je 80,37 hektaru. Předmětem ochrany je zaklesnutý meandr Váhu, který se během zdvihu Malé Fatry postupně zahloubil do krystalinického jádra pohoří.

## Historie
Váh byl využíván na plavbu vorů a tato tradice byla v současnosti v obci Strečno obnovena jako turistická atrakce. V minulosti byl Domašínský meandr nejnebezpečnějším úsekem zdejší voroplavby. Báseň Jána Botta Margita a Besná nese názvy dvou obrovských skal z tohoto úseku. Po odstřelu dynamitem se tento úsek stal už pro voroplavbu bezpečnějším, ale na místě stal se však stále nacházejí mohutné peřeje.

## Přírodní poměry
Váh ze tří stran obtéká nevýrazný lesnatý vrchol Domašín (575 metrů). Délka tohoto území činí 1,63 km, šířka pak 480 až 740 metrů, nadmořská výška se zde pohybuje v rozmezí 360–580 metrů nad mořem.
Meandr tvoří část hranice, která rozděluje Malou Fatru na Lúčanskou (jižní část na levém břehu Váhu) a Krivánskou část (severní část na pravém břehu Váhu). Jde o vhloubenou formu říčního reliéfu, která je v celých Západních Karpatech ojedinělá. Vznikl postupným zařezáváním řeky Váh do zdvihajícího se pohoří koncem třetihor a počátkem čtvrtohor. Vznikl tak Strečenský průsmyk.

## Přístup
Výhled na Domašínský meandr se naskýtá ze zříceniny hradu Starhrad, který je turisticky přístupný po červené turistické značce. Na území přírodní památky vede naučná stezka Strečnianskym chotárom. Kromě voroplavby po řece je údolím Váhu vedena i silnice I/18 a dvoukolejná elektrifikovaná železniční trať Košice–Žilina.